# یواس‌اس روآن (تی‌بی-۸)
یواس‌اس روآن (تی‌بی-۸) (به انگلیسی: USS Rowan (TB-8)) یک کشتی بود که طول آن ۱۷۰ فوت (۵۲ متر) بود. این کشتی در سال ۱۸۹۸ ساخته شد.